# شويستا مولوجونوفا
شويستا مولوجونوفا (بالطاجيكية: Шоиста Муллоҷонова)‏ (و. 1925 – 2010 م) هي مغنية، ومغنية أوبرا، ومعلمة موسيقى، من طاجيكستان، ولدت في دوشانبي، توفيت في مدينة نيويورك، عن عمر يناهز 85 عاماً، بسبب نوبة قلبية.

## التعليم
تعلمت في كونسرفاتوار موسكو.

## جوائز
حصلت على جوائز منها:
- وسام لينين
- وسام شارة الشرف
- وسام الراية الحمراء من حزب العمال.

## روابط خارجية
- شويستا مولوجونوفا على موقع ميوزك برينز (الإنجليزية)